# Stoppa E4 Väst - Kulturpartiet
Stoppa E4 Väst - Kulturpartiet var ett politiskt parti som bildades 1994 i Uppsala kommun som ett enfrågeparti. Partiet hette vid bildandet enbart Stoppa E4 Väst.

## Historia
Partiet bildades som en motåtgärd till Vägverkets planer att bygga om E4 till en motorväg som skulle gå en bit utanför Uppsalas bebyggelse. Projektet hette E4-väst och fick hård kritik från många håll och olika politiska grupperingar motarbetade Vägverkets lösning. Ett av resultaten på detta motstånd blev just Stoppa E4 Väst. Detta parti bestod av motståndare till vägbygget men som i övrigt hade skilda politiska uppfattningar. Partiet gav officiellt stöd för en alternativ lösning på motorvägsbygget som var lite östligare. Det var dock inte samtliga anhängare till partiet som stödde detta alternativa motorvägsbygge, då en del i stället var motståndare till samtliga motorvägsbyggen. För partiet prioriterades det därför högre att stoppa det ena motorvägsbygget än att gynna det andra.
Partiet hade sin första valrörelse i samband med valet 1994 och inriktade sig enbart på att få platser i kommunfullmäktige. Partiet satsade på att komma in i kommunfullmäktige i Uppsala och i Tierps kommun och lyckades också med detta i Uppsala. Inom kommunfullmäktige tänkte man sedan enbart inrikta sig på de frågor som berörde E4 och i andra frågor lägga ned sin röst. Partiet bestod av medlemmar från de flesta olika partier och ville därför inte benämna sig som ett vänster- eller högerinriktat parti.
Inför valrörelsen 1998 hade partiet bytt namn till Stoppa E4 Väst - Kulturpartiet. Detta var en markering för att visa att de hade börjat intressera sig även för kulturfrågor i Uppsala. Även om E4 var den stora frågan så var nu även kulturfrågorna en viktig punkt hos partiet. Även denna gång lyckades de komma in i kommunfullmäktige i Uppsala och Tierp (ett mandat i vardera kommun). Under denna mandatperiod led partiet ett stort nederlag i sin fråga då beslut fattades att E4 skulle byggas enligt den lösning som de motarbetat. Vid valet 2002 åkte de också ut från kommunfullmäktige och slutade sedan att vara aktiva. 2007 var det motorvägsbygge som de motarbetat färdigbyggt och öppnades för trafik.

## Politisk färg
Partiets politiska färg var lila, vilket de ansåg var en lämplig färg för att visa att de var en blandning av både vänster- och högerpolitiker. Den lila färgen kunde dock misstolkas under valrörelsen 1994 då Folkrörelsen Nej till EU också använde lila färg som kännetecken. Detta kunde misstolkas då detta parti inte hade tagit ställning om Sverige skulle gå med i EU eller inte.